# Лилит Хованисијан
Лилит Хованисијан (јер. Լիլիթ Հովհաննիսյան, Јереван, 7. децембар 1987) је јерменска поп и поп-фолк певачица која пева на јерменском и руском језику. Издала је један албум и једну компилацију, као и велики број синглова. На Балкану је најпознатија по сингловима "Balkan Song", "Gypsy" и "Bulgarian", песмама које су инспирисане турбофолком и чалга музиком са Балкана. Удата је за музичког продуцента Вахрама Петросијана.

## Дискографија

### Албуми
- Nran (2011)

### Синглови
- Voch-Voch (2011)
- Nran (2011)
- Mayrik (2011)
- Im Srtin Asa (2012)
- Too-Too-Too (2012)
- Te Aghjik Lineir (2012)
- Es Em Horinel (2012)
- Requiem (2013)
- Qez Mi Or Togheci (2013)
- Gnchu (2013)
- Eli Lilit (2013)
- Elegia (2013)
- GYPSY (2013)
- Qez Khabel Em (2014)
- Armenian Girl (2014)
- Indz Chspanes (2014) дует са Вачеом Амарјаном
- De El Mi (2014)
- Im tiknikn es (2015) дует са дечијом звездом Нанул
- Mexican (2015)
- Im Ser,Atum Em Qez (2015)
- Im bajin sere (2016)
- HETDIMO (2016)
- Hin Chanaparhov (2016)
- Avirel Es (2017)
- Balkan Song (2018)
- Bulgarian (2018)
- Tshnamus chem cankana (2018)
- Ti ti ti (2021)
- Yeli Yeli (2023)